# Grand réservoir de Vioreau
Le grand réservoir de Vioreau est un lac artificiel de la Loire-Atlantique situé dans la commune de Joué-sur-Erdre. Il s'agit du plus grand réservoir du département. Bien que couvrant une superficie de 200 hectares, il est habituellement subdivisé en deux sous-ensembles : le lac de Vioreau (180 ha) et le Petit Vioreau (32 ha).
Vioreau est bordé au Nord par la forêt de Vioreau.

## Histoire

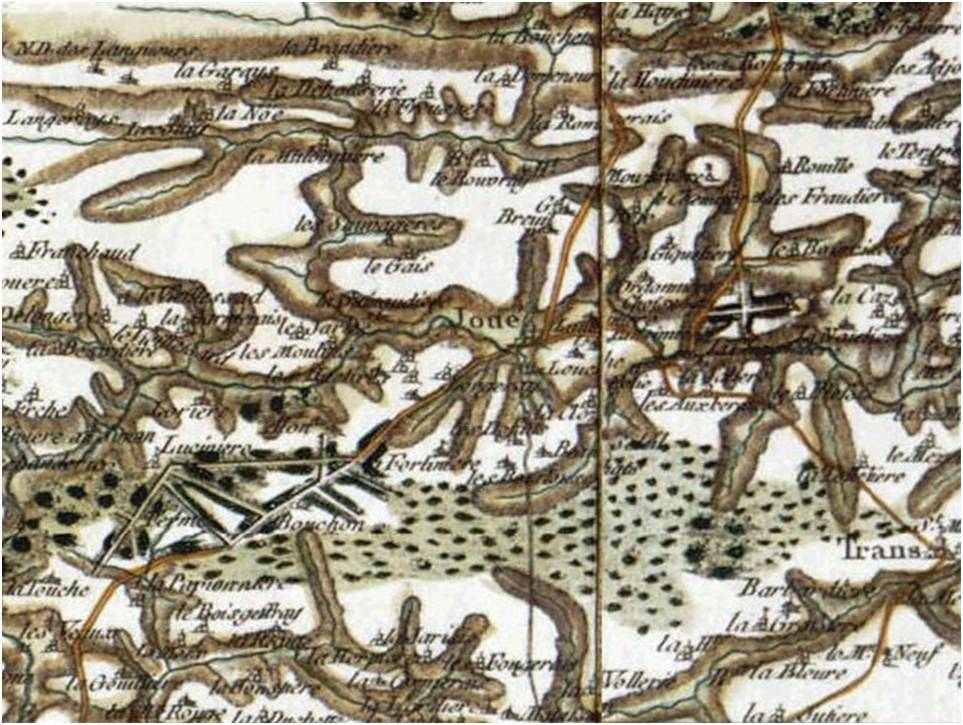
L'emplacement du lac avant sa création.

### Construction
Le lac de Vioreau était censé garantir l'alimentation en eau et en toute saison de la partie est du canal de Nantes à Brest sur les bassins versants de l'Isac et de l'Erdre.
Les travaux concernant ce canal commencèrent en 1811 sous Napoléon Ier pour relier la Loire à Brest et déjouer le blocus anglais. Le réservoir fut construit par des prisonniers espagnols et le barrage, d'environ 130 mètres, fut érigé en 1835.
Le canal fut ouvert à la navigation le 1er janvier 1842.

### Rénovation et évolution de son usage

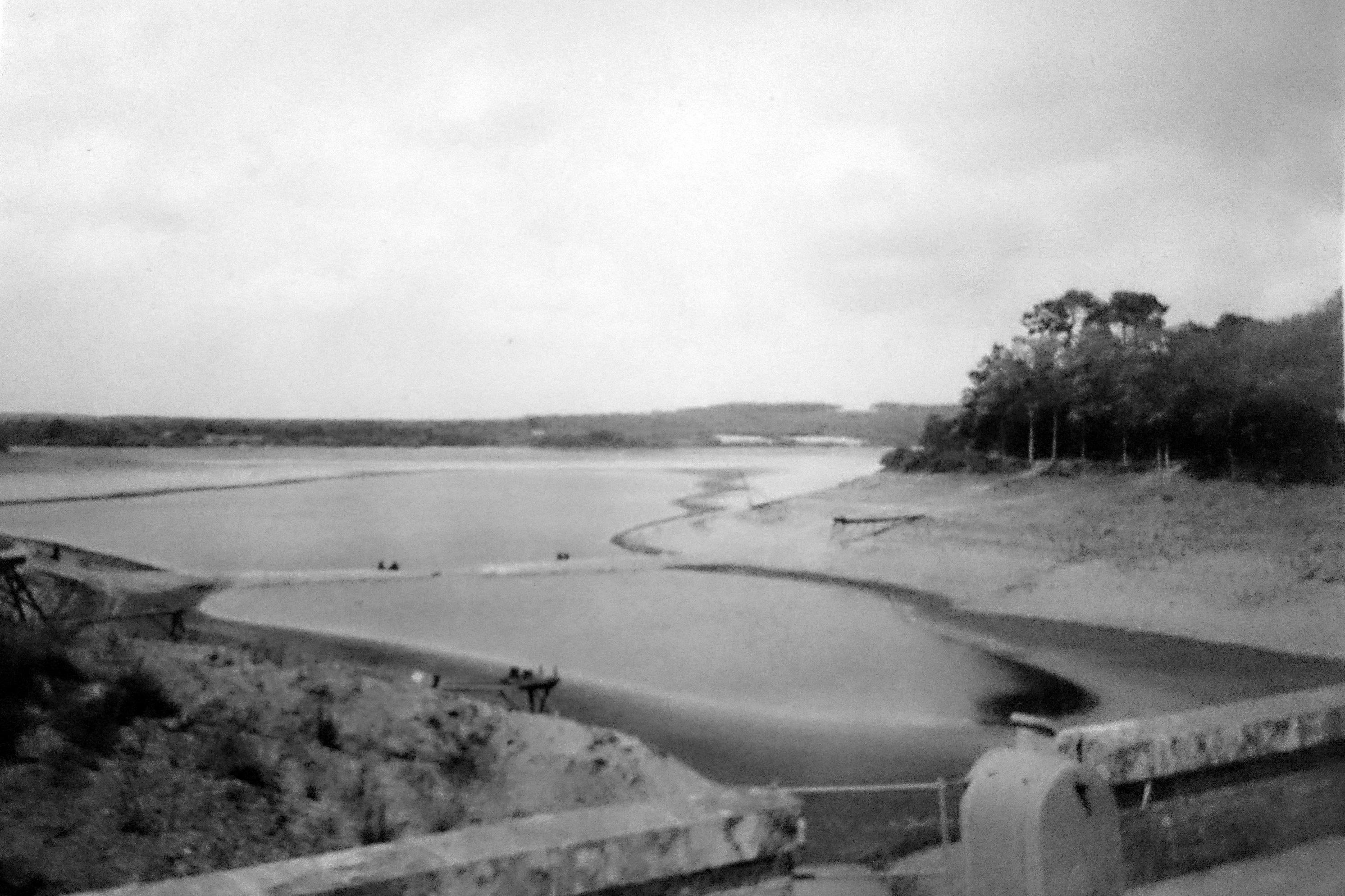
Vioreau à sec en 1949.

En 1949, le réservoir fut mis à sec.
Depuis quelques décennies, son activité a basculé l'été avec le tourisme fluvial.

### Rénovation de 2022 et 2023
En 2020, des études sur l'intégrité du barrage ont montré qu'en dépit de son bon état général, le barrage devait faire l'objet de rénovations. Quelques petites faiblesses et des fuites ayant été observées.
En juillet 2022, la mission régionale d'autorité environnementale rend un avis positif sur la modernisation du barrage de Vioreau.
Les travaux porteront notamment sur :
- la prévention des crues, notamment en rénovant le déversoir de la rive droite ou en en créant un nouveau sur la gauche, et en le rehaussant ;
- l'étanchéification du parement ;
- l'automatisation des vannes ;
- le renforcement général des contreforts existants et l'ajout de sept nouveaux au barrage.

Les travaux sont prévus pour commencer en octobre 2022, avec la vidange des 8 millions de mètres cubes du réservoir et une pêche de sauvegarde (déplacement de la faune). La fin des travaux est prévue en 2023 et le remplissage sera fait naturellement (en fonction des intempéries).
Entre septembre 2022 et le printemps 2024, ces grands travaux de sécurisation, de rehaussement et de renforcement du barrage, ainsi que la construction d'un déversoir, vont entraîner la fermeture à la navigation du tronçon du canal entre l'écluse de Quiheix et celle de Melneuf, soit sur une longueur d'environ 65 km, qui enregistre habituellement environ 1 200 passages de bateaux chaque année.

## Géographie

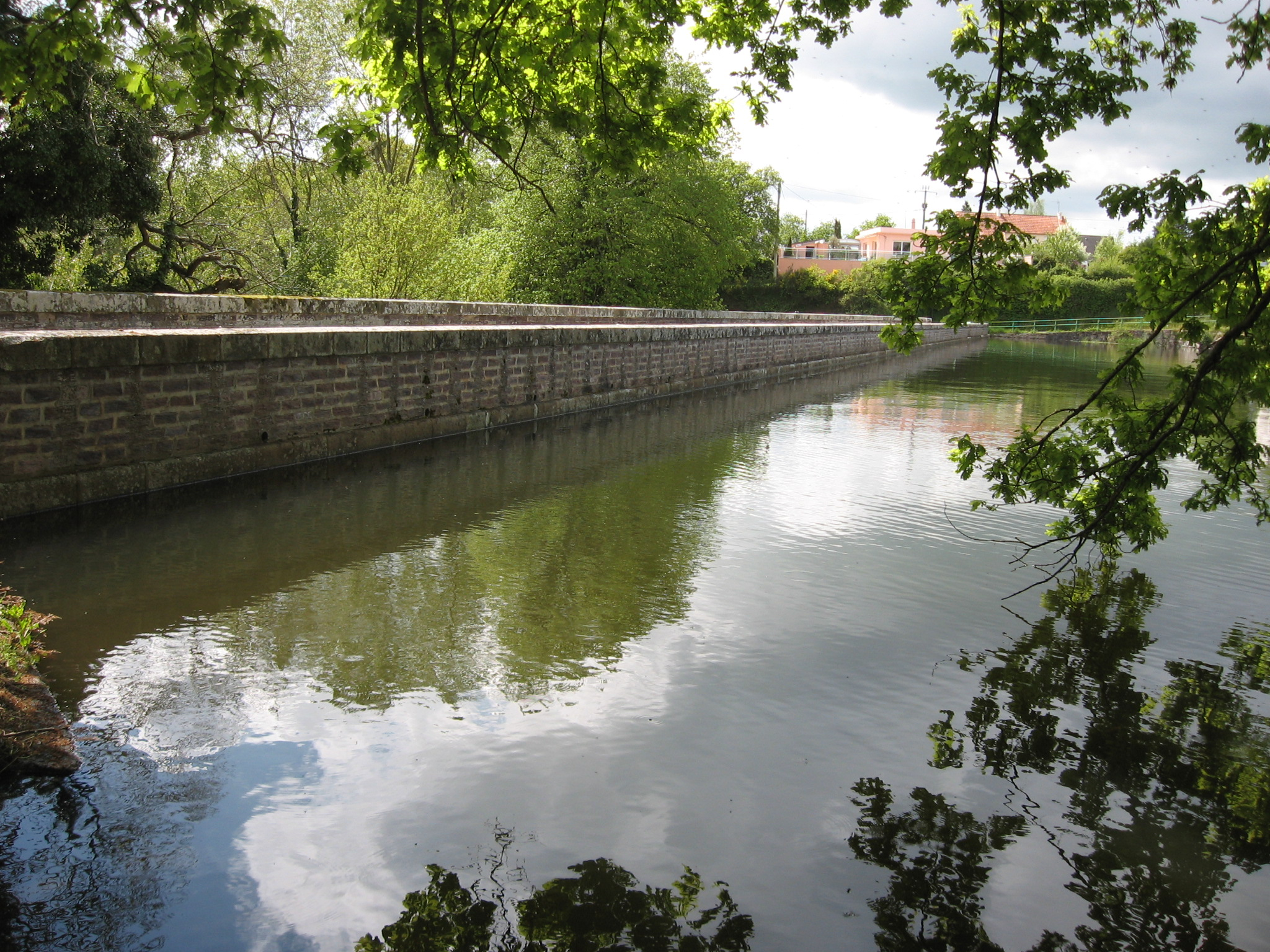
Barrage de Vioreau.

### Grand Vioreau
L’étang du grand Vioreau (d’une capacité maximum de 7 451 000 m3 d’eau) s'étend sur 180 ha à une altitude de 31 m.

### Petit Vioreau
L’étang du Petit Vioreau qui couvre une surface de 32 ha se trouve au nord-est du grand étang.
Son volume est de 504 000 m3.

### Pont de la Musse
Le pont de la Musse est une petite partie du lac située à l'est du réservoir. Il possède deux espèces de poissons rares ou menacées. Ses rives comptent plusieurs espèces végétales rares et protégées sur le plan national,.

### Rigole alimentaire

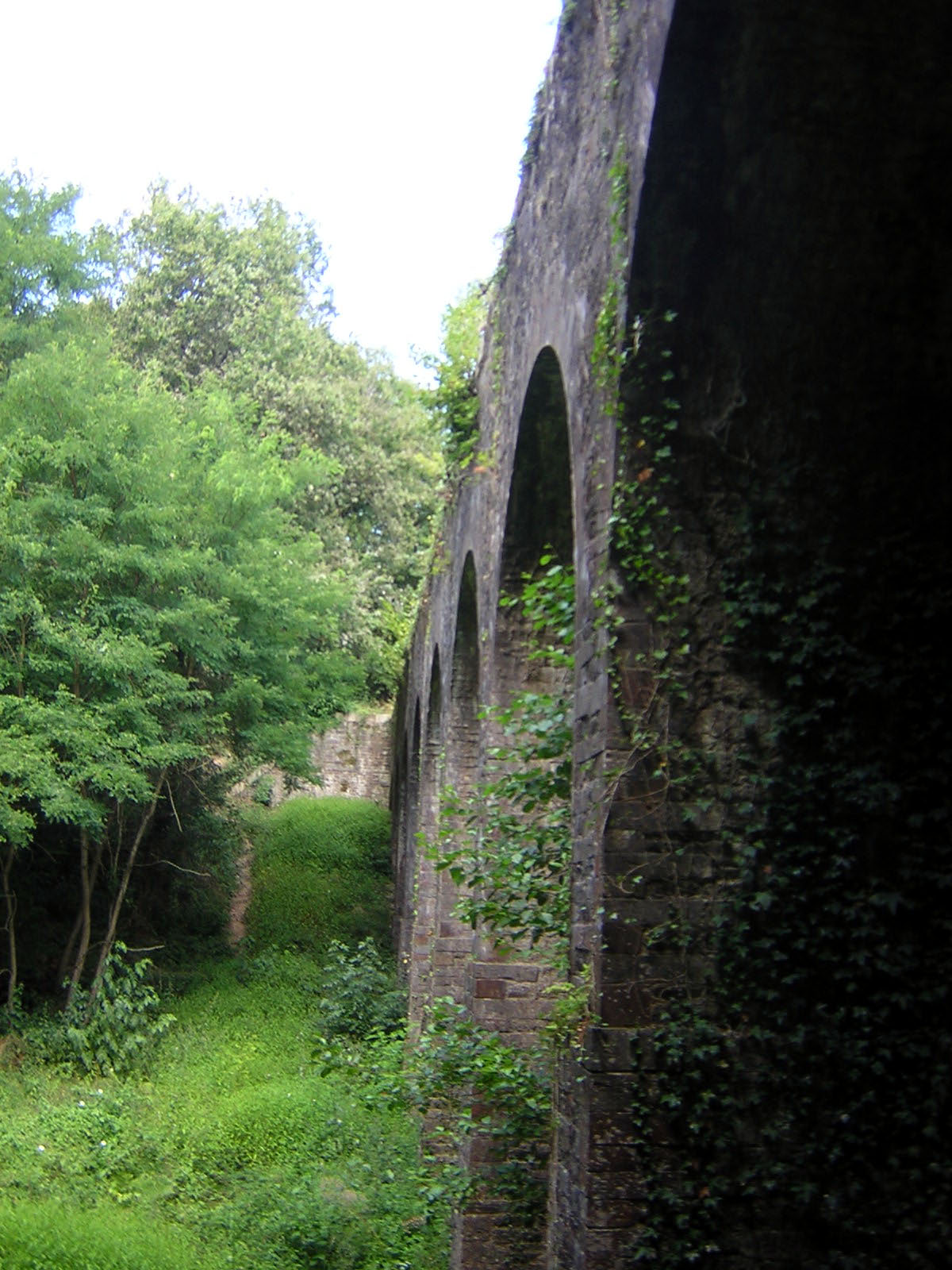
Arcades du Gué de la Roche.

Avec l'eau du grand réservoir du Vioreau, des étangs de la Poitevinière (ceb) et de la Provostière, le canal de dérivation alimente un bief de partage du canal de Nantes à Brest, celui passant du bassin versant de l'Isac à celui de l'Erdre. Il longe les cours d'eau et vallées du Baillou puis de l'Erdre sur leur rives droites avec une pente régulière de 0,14 millimètre par mètre. Long de 21,3 kilomètres, il comporte quatre ponts-canaux ou aqueducs localement appelés « les arcades » ainsi qu'un souterrain de 600 mètres entre le lieu-dit « le Châtaigner » et le lieu-dit « les Noës Bodier ». Les aqueducs principaux sont : « le Mesnil » à huit arches, « le Gué de la Roche », « le Quiquengrogne » de 76 m de long et douze arches et « la Nochère ».

## Environnement

### Faune
La faune environnante se compose de papillons tel que le damier de la succise (Euphydryas aurinia), d'amphibiens tel que la rainette verte (Hyla arborea)  et  la grenouille agile (Rana dalmatina) et de reptiles tel que le lézard des murailles (Podarcis muralis).
Parmi les espèces d'oiseaux habitant autour du lac se trouvent le cygne tuberculé ou encore la poule d'eau.
Les poissons présents subissent, en plus de la mauvaise qualité de la retenue, la colonisation de l'étang par le poisson-chat.

### Flore
Parmi les végétaux environnant ou présent dans le lac se trouvent le Flûteau nageant (aussi appelé Alisma nageante et dont le nom scientifique est Luronium natans), le Coléanthe délicat (Coleanthus subtilis, dont c'est la seule station connue au sein des Pays de la Loire).
On y trouve aussi les espèces suivantes : Pilularia globulifera, Damasonium alisma,  Gentiana pneumonanthe et Carex lasiocarpa.

### Pression anthropique
L'activité humaine laisse une empreinte visible sur l'environnement du lac au niveau de l'aménagement du rivage, l'extension des milieux non naturels en contact avec le réservoir (les pâtures, etc.), les activités qui se pratiquent sur le lac (pêche, baignade, nautisme et alimentation du canal de l’Erdre). Les bordures du site comportent assez peu de milieux à typologie strictement naturelle.
La ripisylve est d’implantation récente et n'a qu’une faible extension. L’habitabilité de la zone littorale apparaît plus satisfaisante, la végétation aquatique y est cependant peu développée et restreinte à la rive. La zone centrale de la retenue se caractérise par une faible diversité d’habitats.

### Intégrité biologique
Le potentiel biologique des eaux de Vioreau est mauvais et ce en raison des niveaux atteints par les composés nutritifs tel que l'azote. La présence de cyanophytes détermine une mauvaise intégrité biologique ; la bio-indication fournie
par les oligochètes étant cependant sensiblement meilleure (intégrité passable).
La production d’eau potable à partir du réservoir est limitée car l’eau de la retenue étant de qualité inadaptée (mauvaise aptitude en raison de la présence anormale de cyanophytes). Les loisirs aquatiques n'y sont pas conseiller à cause d'une part des cyanophytes, et d'autre part par l'opacité de l'eau.
De même trois types de métaux sont présents dans le lac (cadmium, nickel et plomb), appartenant aux substances dangereuses de l’annexe IX de la DCE. D'autres métaux sont présents épisodiquement tel que le mercure en octobre 2006.
La DCE avait préconisée une remise en état du plan d'eau d'ici à 2015, toutefois ces objectifs ne pourront probablement pas être atteint.

## Tourisme
Une plage surveillée est présente sur les rives du lac. La baignade y est partout ailleurs interdite ou fortement déconseillée à cause de la présence de canalisations.
Les activités nautiques sont aussi représentées par le club nautique de Joué-sur-Erdre.
Le Département de Loire-Atlantique a ouvert en juin 2014 un site d'activités de plein air baptisé Vioreau Pleine Nature et permettant de pratiquer de multiples activités (voile, paddle, balades, canoë-kayak, VTT, escalade).

## Maintenance

### Surveillance
Le barrage de Vioreau est sous surveillance régulière de la DREAL.
Comme tous les barrages, celui-ci ne fait pas exception, de très légères fuites sont observées et leurs débits mesurés. Des sondages du tablier ont lieu durant l'été 2016 afin d'évaluer le besoin de le renforcer. Des travaux de maintenance ont eu lieu 2017, le niveau de l'eau est notamment abaissé pour permettre le rejointoiement de l'ouvrage du côté immergé.
Le 7 janvier 2019, un arrêté préfectoral recommande des travaux d'urgence et des mesures de surveillance renforcée sur le barrage retenant le réservoir de Vioreau. En effet, selon un rapport effectué en 2018, « [l]a capacité de l’évacuateur de crue est très insuffisante au regard des recommandations en vigueur » et « la stabilité du barrage est assurée avec une marge de sécurité faible ». Une rupture risquerait de mettre environ 4 400 personnes à risque d'inondations. Le niveau maximal du lac est à 8,10 mètres.

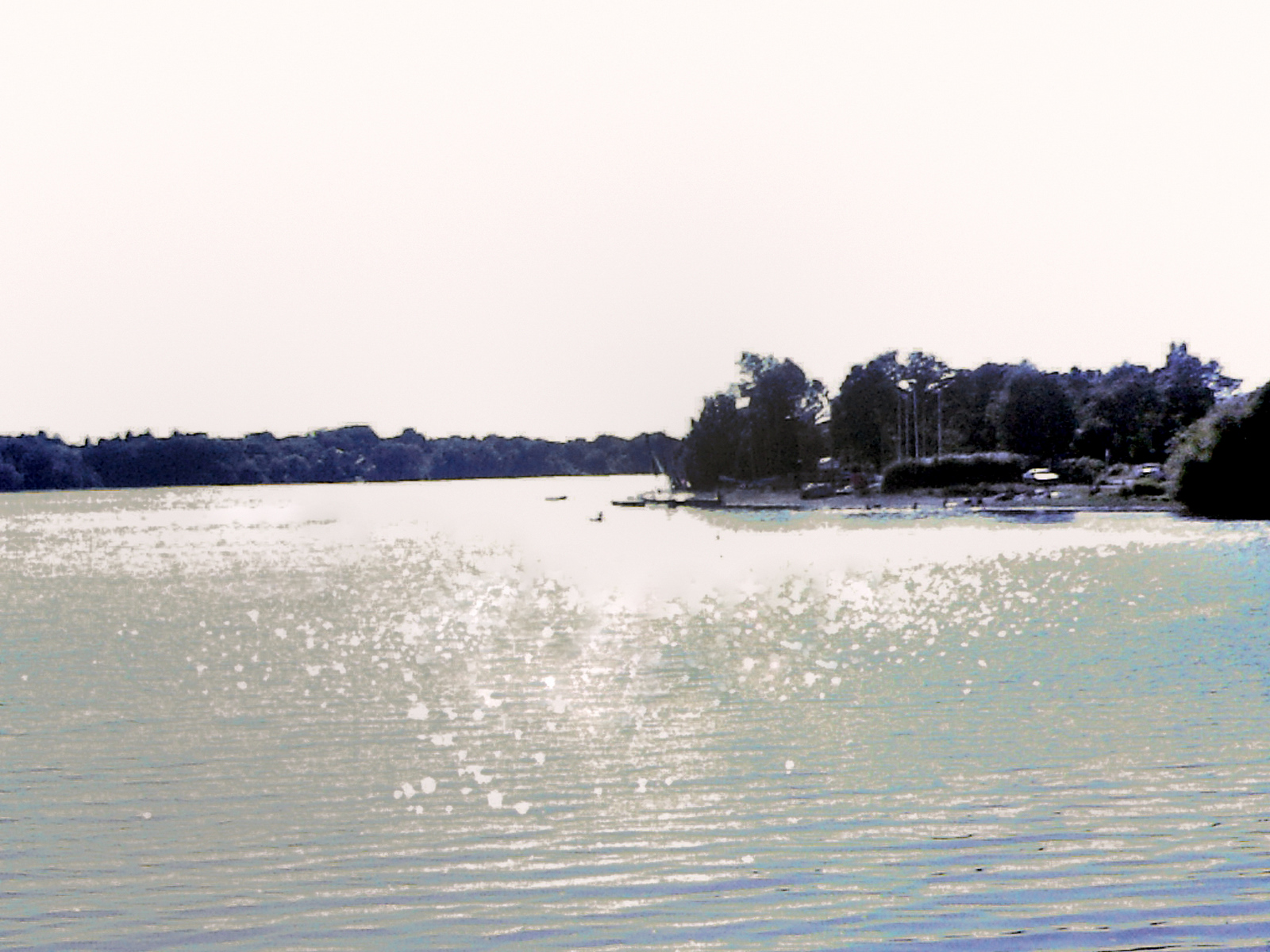
Club nautique.
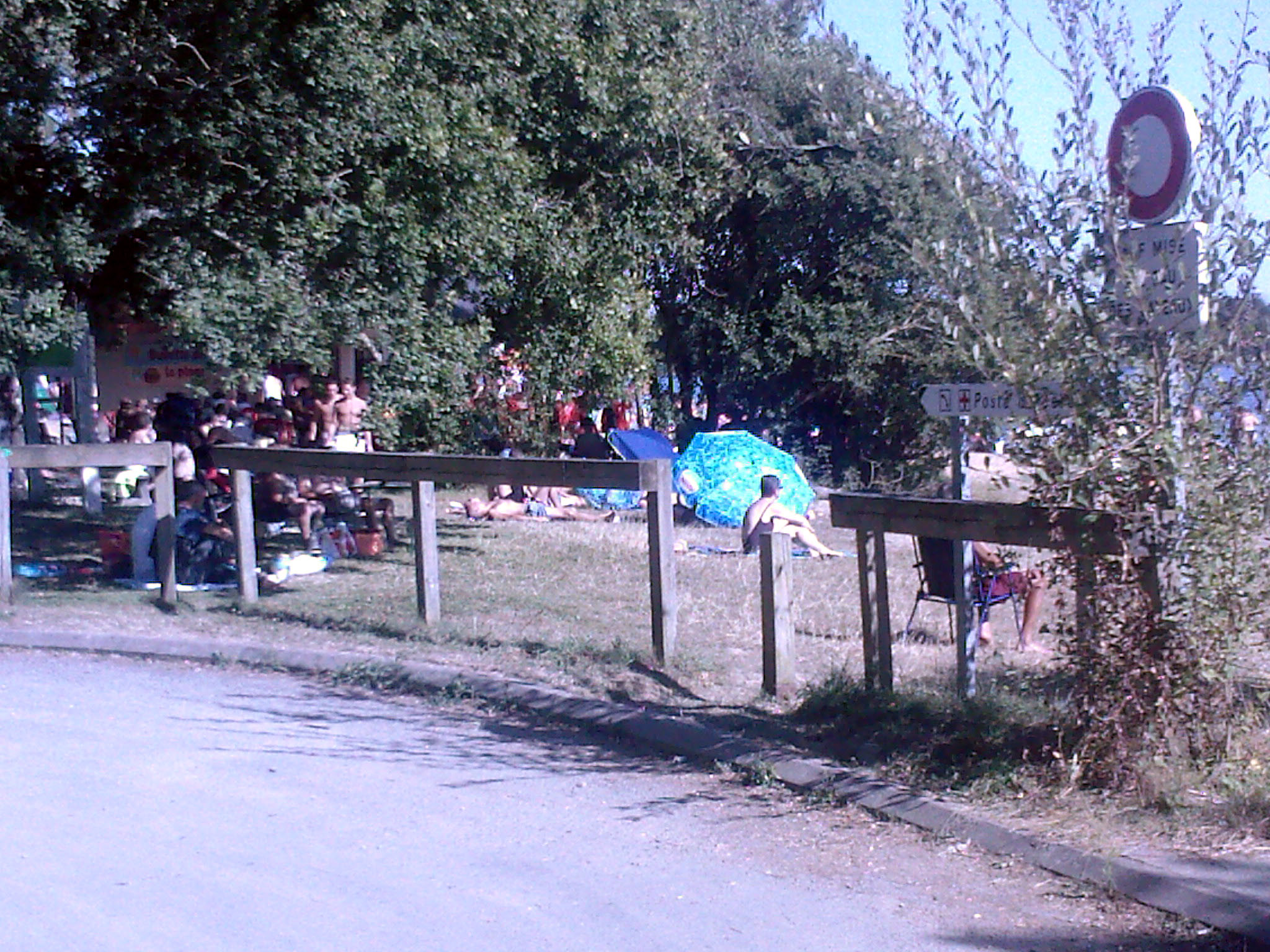
Plage.
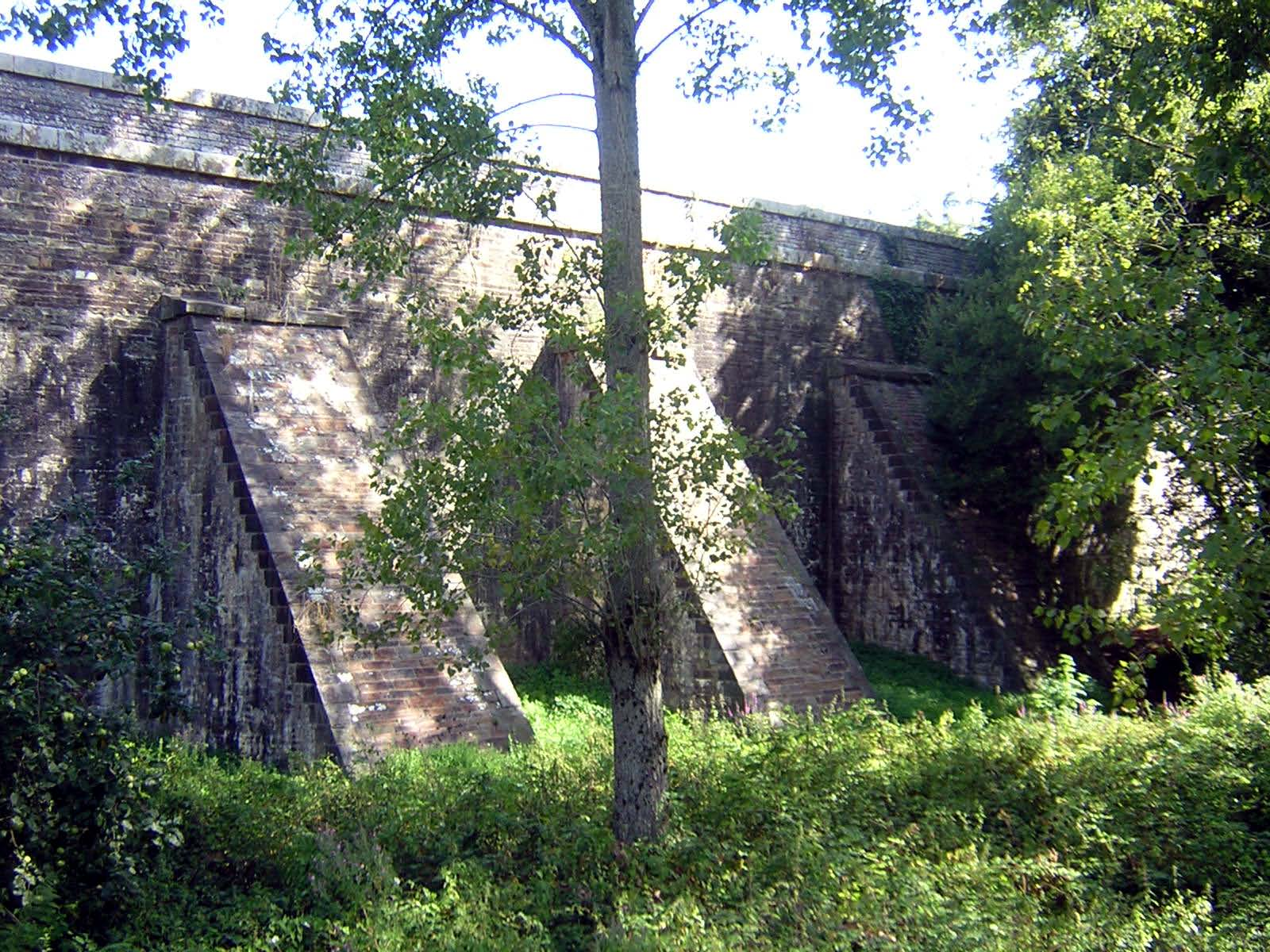
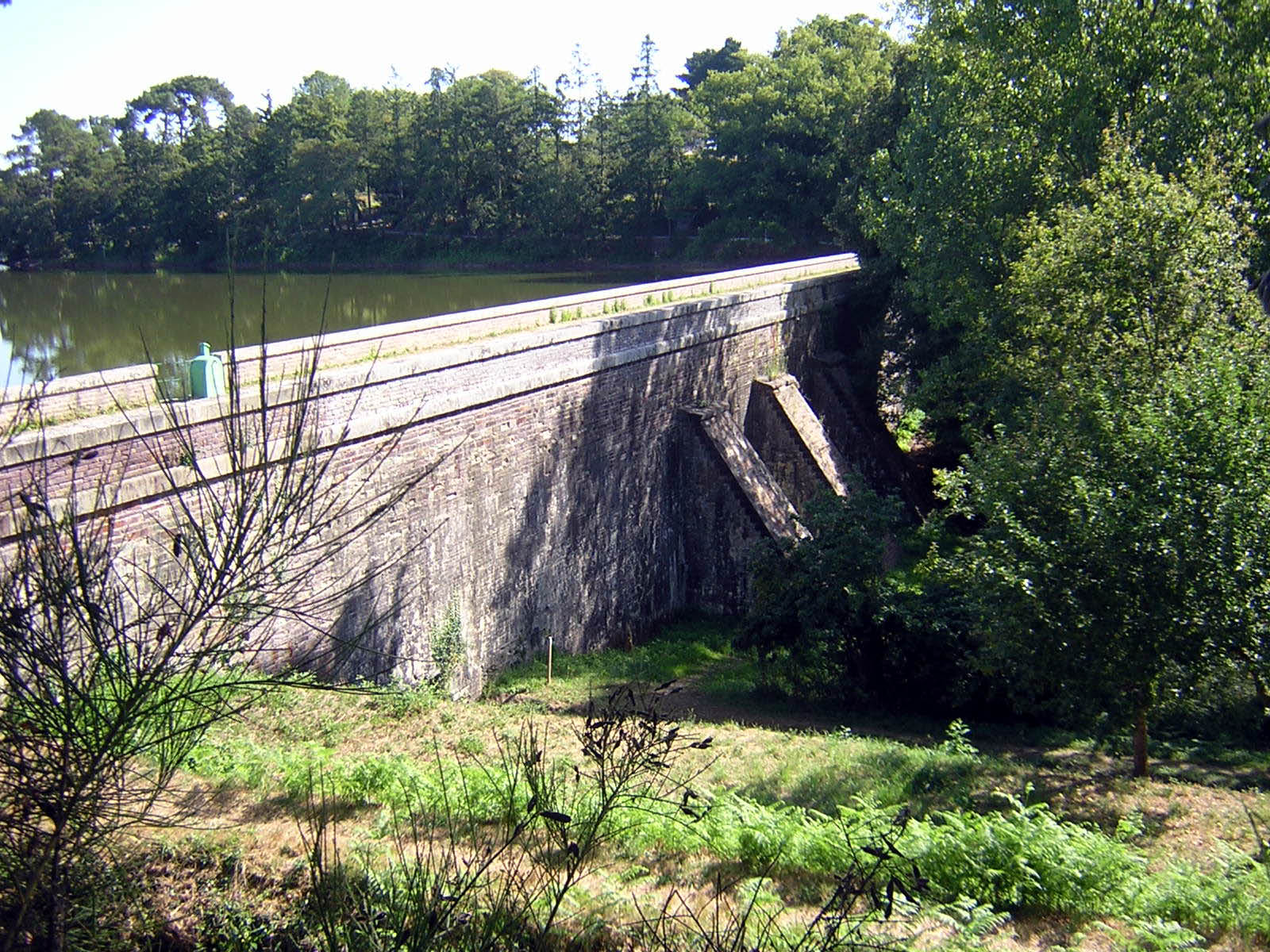
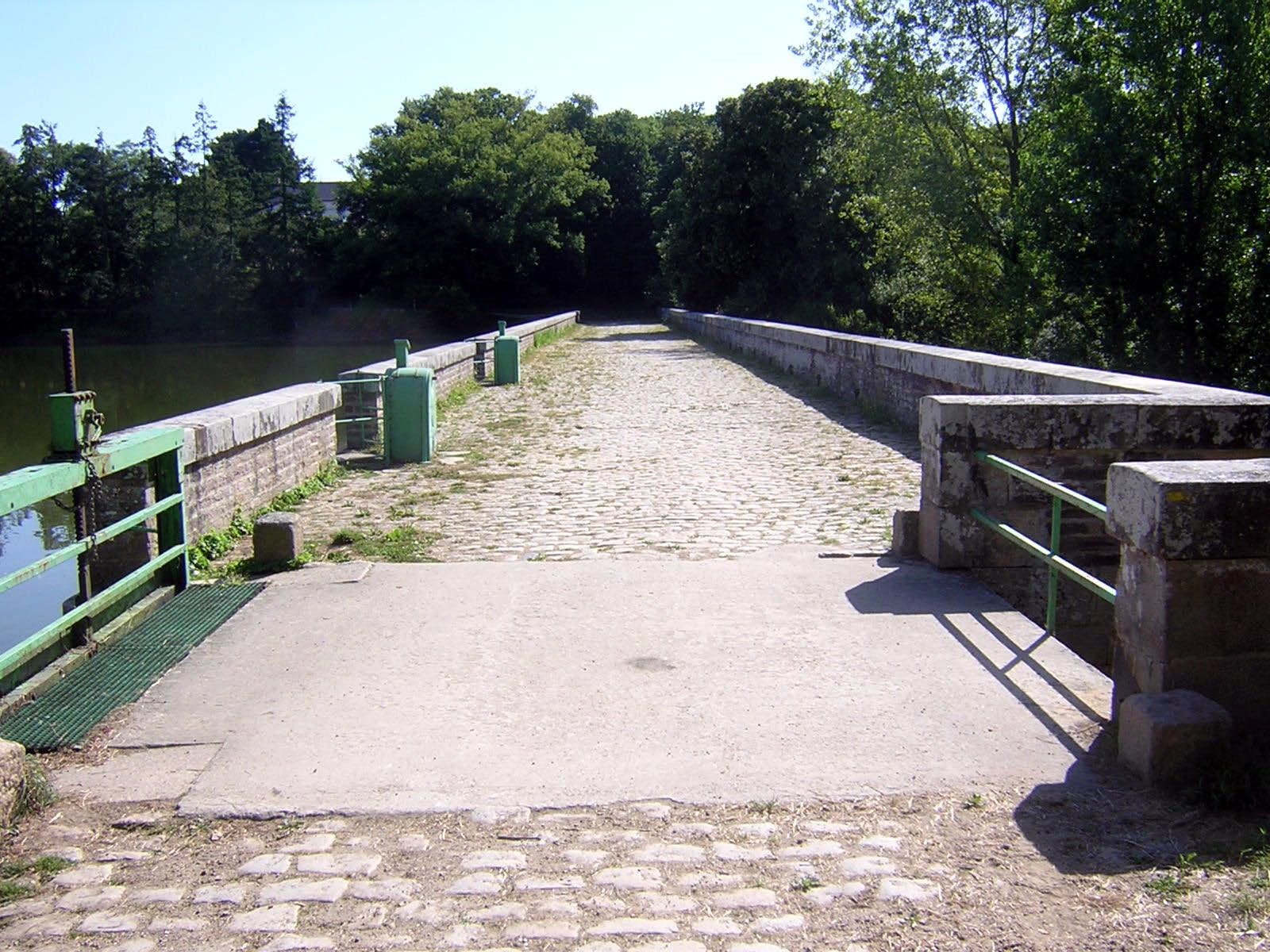
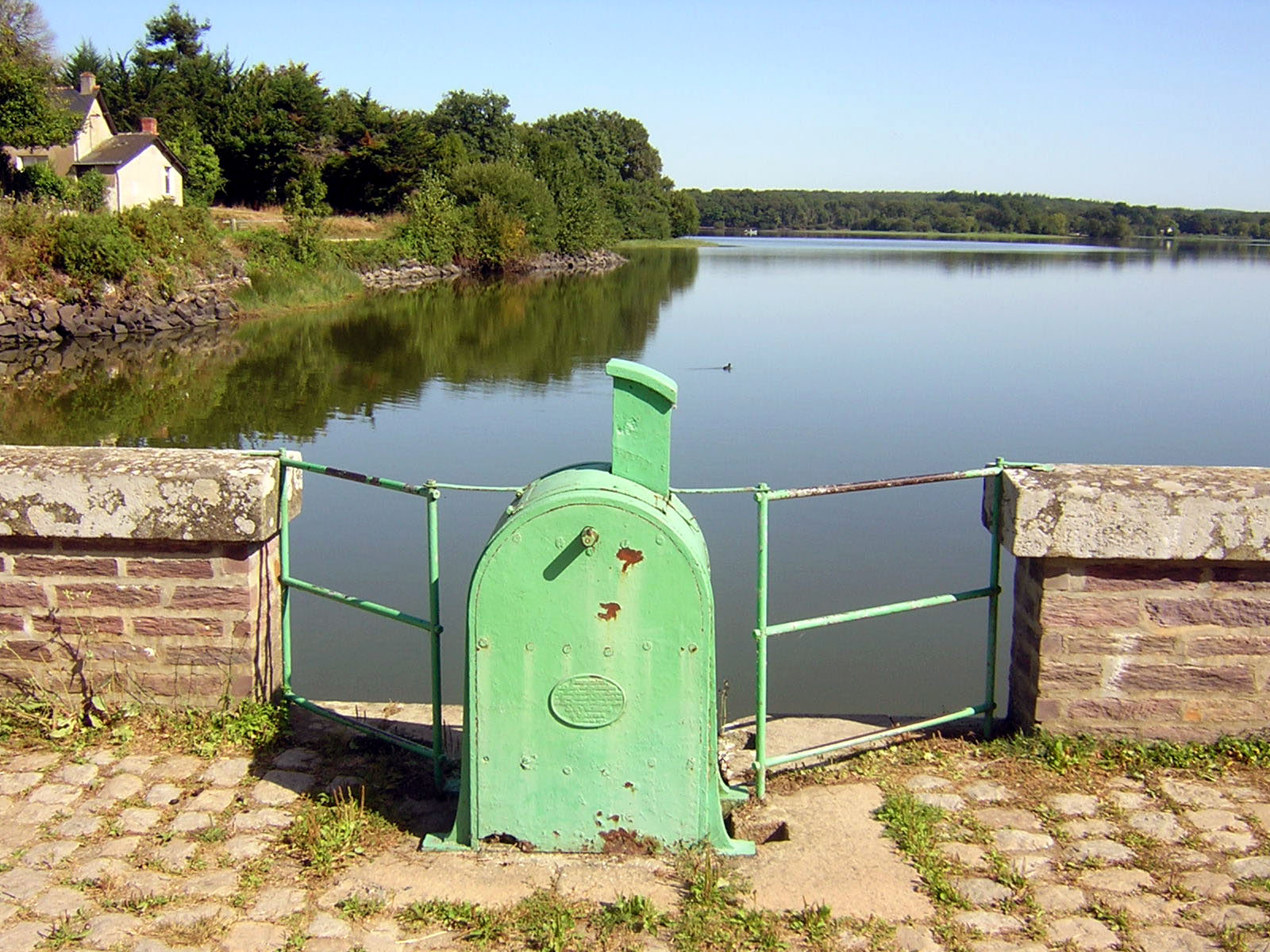

## Sources

## Compléments

### Lectures approfondies
- Direction régionale de l'environnement, de l'aménagement et du logement, Forêt, Etangs de Vioreau et de la Provostière, Natura 2000, décembre 2011 (lire en ligne)